# Saint-Crépin (Soissons)

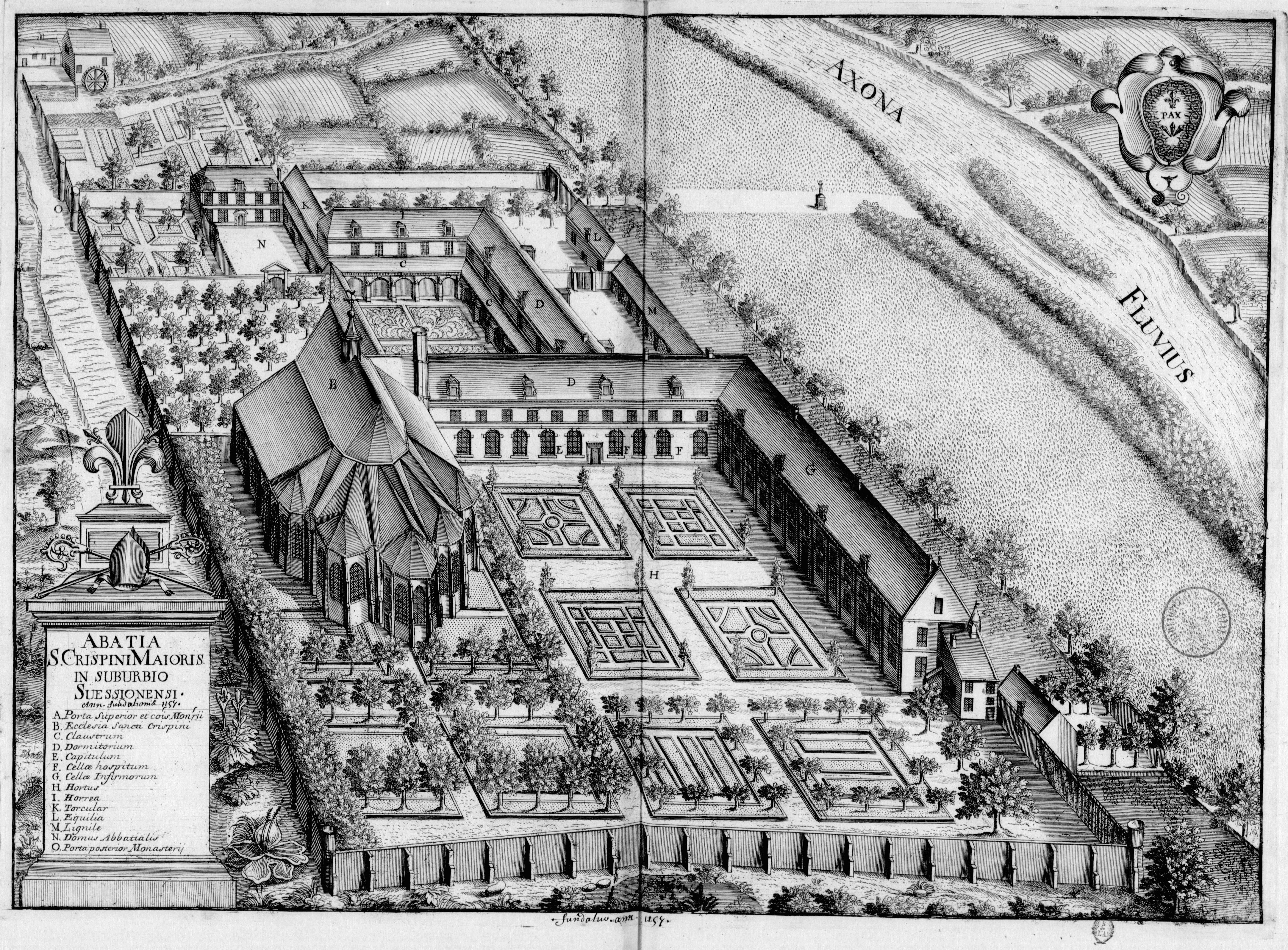
Das Kloster Saint-Crépin-le-Grand im 17. Jh.

Die Abteien Saint-Crépin-le-Grand (lat. S. Crispini majoris) 
und Saint-Crépin-en-Chaye (lat. S. Crispini in Cavea) in Soissons waren den Stadtpatronen Crispinus und Crispinianus († um 287) geweihte Klöster. Saint-Crépin-le-Grand unterstand unmittelbar dem König und dem Papst.
Die Bezeichnung le Grand unterscheidet die Abtei von der zum gräflichen Schloss gehörenden Kapelle Saint-Crépin-le-Petit. Die Bezeichnung en Chaye (in cavea) bezieht sich auf den hypothetischen Ort des Martyriums der Stadtpatrone.
Saint-Crépin-le-Grand stand außerhalb der Stadtmauern an der Straße nach Reims (heute Avenue de Reims), Saint-Crépin-en-Chaye nördlich der Stadt in der Nähe der Aisne (Ecke Boulevard Édouard-Branly und Allée du Jeu-d’Arc). Die heutige Kirche Saint-Crépin (Rue des déports et fusillés) ist ein Neubau aus der Mitte des 20. Jahrhunderts.

## Geschichte
Um 560 wurde die Abtei Saint-Crépin-le-Grand auf einer antiken Nekropole an der Straße nach Reims gegründet. König Sigibert I. übertrug 570 einige der Crispin-Reliquien aus Soissons nach Lisdorf bei Saarlouis. 580 wurde Chlodobert, Sohn von König Chilperich I., nach seinem Tod in Saint-Crépin bestattet. Beim Konzil von Soissons, das 861/862 in der Kirche Saint-Crépin stattfand, unterwarf sich Ludwig der Stammler seinem Vater und erhielt im Gegenzug u. a. die Abtei Saint-Crépin. Um 886/898 wurde Heribert I., Graf von Soissons, Laienabt von Saint-Crépin. Bernuin, ein Mönch aus Saint-Crépin, wurde 937 zum Bischof von Senlis ernannt. König Ludwig IV. unterstellte sich 943 die Abtei Saint-Crépin wieder, gab sie dann aber an Renaud de Roucy weiter.
Um 1115 suchte Odo, Abt von Saint-Crépin, um Unterstützung zur Steigerung der Klosterdisziplin nach und bekam sie in Person von Goswin von Anchin. Im gleichen Jahr starb Gottfried, der Bischof von Amiens, in Saint-Crépin. 1118 wurde der Chronist Thiou de Morigny († 1136) Abt von Saint-Crépin. Das Augustiner-Kloster Saint-Crépin-en-Chaye wurde 1131 gegründet und später von Graf Raoul le Lepreux dem Bischof Josselin de Vierzy übergeben. 1164 wurde Beneredus († 1180) zum Abt von Saint-Crépin-le-Grand gewählt und zum Kardinalbischof von Palestrina ernannt. Graf Raoul von Soissons und seine Ehefrau gründeten 1184 die Kapelle Saint-Créspin-le-Petit (Rue Pétrot-Labarre), die zum Schloss gehörte und mit der Abtei nichts zu tun hatte. Die Benediktiner von Saint-Crépin-le-Grand begannen um 1207 mit dem Bau einer neuen Abteikirche, die die Größe einer Kathedrale haben sollte. Der Chor der neuen Kirche wurde um 1235 fertiggestellt, weiterer Baufortschritt erfolgte nicht. 1349 wurden zur Abtei Saint-Crépin-le-Grand Zinnen erwähnt, d. h. die Abtei war zu dieser Zeit zumindest teilweise wehrhaft. Die Hauptarbeiten an der umgebenden Mauer fanden 1353–1362 unter Abt Guillaume de La Rochefoucauld statt, ein Zeugnis des Mauergraben ist heute die Straße „Sente de Fosses Saint-Crépin“. Im Verlauf des Hundertjährigen Kriegs erlitt die Abtei 1358–1359 schwere Zerstörungen. Die Kirche Saint-Crépin-le-Grand wurde 1414 schwer beschädigt, das Kloster Saint-Crépin-en-Chaye blieb von Verwüstung verschont.
1466 wurde das Dach der Kirche von einem Sturm zerstört, 1567 verwüsteten die Hugenotten das Kloster Saint-Crépin-en-Chaye. Dieses Kloster wurde 1623 und 1668 als Isolierstation für Pestkranke genutzt. Die Reform des Mauriner wurde in Saint-Crépin-le-Grand 1647 übernommen. 1790 wurde das Kloster Saint-Crépin-le-Grand geschlossen und die Klostergebäude anschließend verkauft. Die Kirche Saint-Crépin-le-Grand wurde 1793/94 zum Pferdestall umgewidmet, bevor sie 1798 ebenfalls verkauft und anschließend abgerissen wurde. 1822 wurde die Straßenfront, die zum Kloster Saint-Crépin-le-Grand gehörte, vollständig neu bebaut. Der Architekt Guillaume Gillet baute 1962 die neue Kirche Saint-Crépin.

## Werke
- Cartulaire de l’abbaye de Saint-Crépin-en-Chaye de Soissons